# 霍洛夫利
50°25′25″N 26°47′3″E / 50.42361°N 26.78417°E

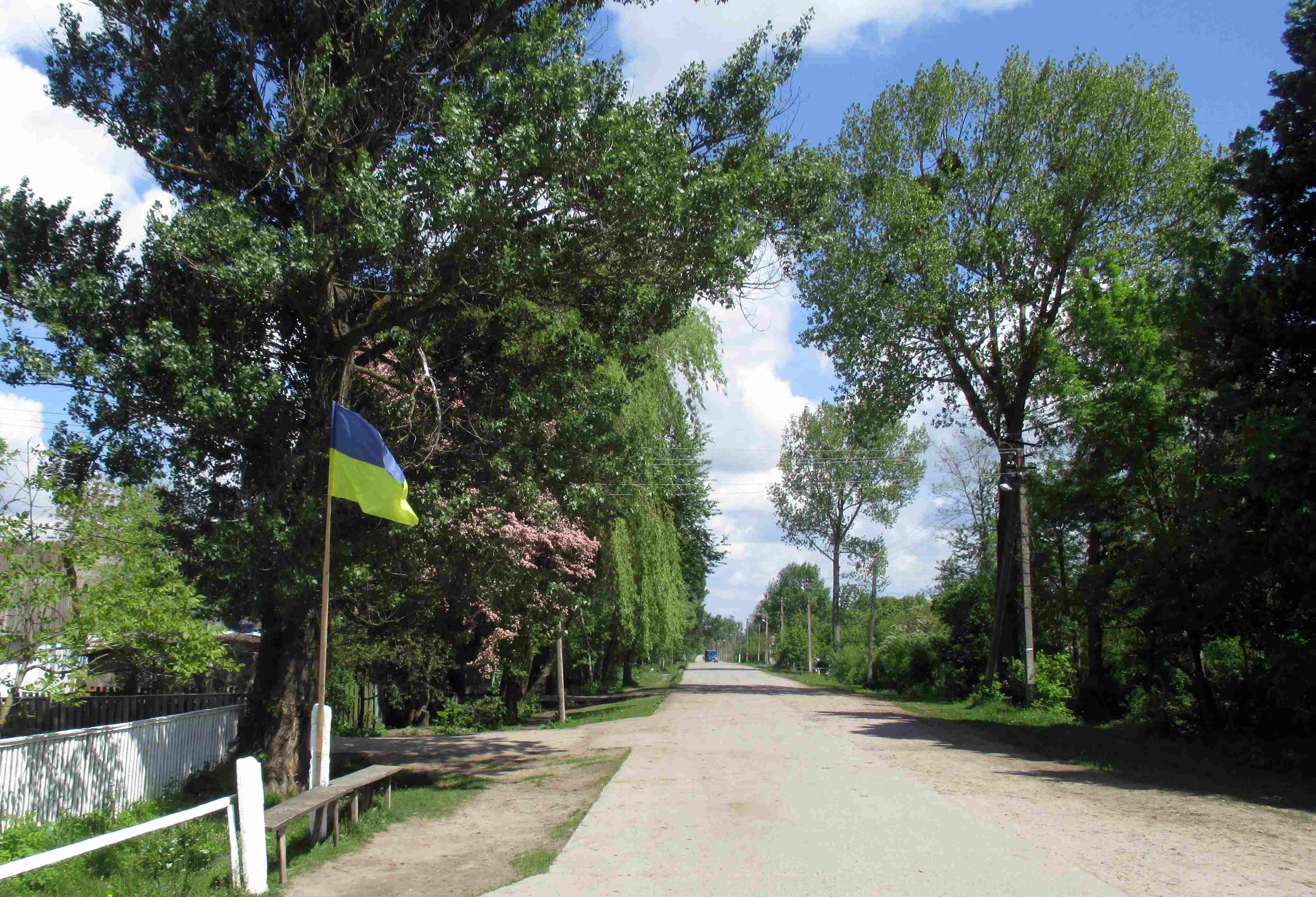

霍洛夫利（羅馬化：Holovli）是烏克蘭西部的村莊，隸屬赫梅利尼茨基州的舍佩蒂夫卡區。該村始建於1530年，面積2.69平方公里，海拔高度237米，2001年人口519，人口密度每平方公里192.9人。